# Jean-Paul Marat
Jean-Paul Marat (tiếng Pháp: [pɔl maʁa]; 24 tháng 5 năm 1743 - 13 tháng 7 năm 1793) là một nhà lý luận chính trị, bác sĩ và nhà khoa học người Pháp. là một nhà báo và chính trị gia trong cách mạng Pháp. Là một người bảo vệ mạnh mẽ của sans-culottes  được coi là một giọng nói cấp tiến. Ông đã công bố quan điểm của mình trên tờ rơi, bảng hiệu và báo. L'Ami du peuple (Người bạn nhân dân) kỳ của ông (người bạn của nhân dân) đã khiến ông trở thành một mối liên kết không chính thức với nhóm Jacobin cộng hòa cấp tiến lên nắm quyền sau tháng 6 năm 1793.
Thông qua báo chí, nổi tiếng với giọng điệu quyết liệt, ủng hộ các quyền cơ bản của con người cho các thành viên nghèo nhất trong xã hội và lập trường kiên quyết đối với các nhà lãnh đạo và tổ chức mới của cách mạng, ông kêu gọi các tù nhân của Cách mạng bị giết trước khi họ được giải thoát  trong vụ thảm sát tháng 9.
Marat đã bị ám sát bởi Charlotte Corday, một người đồng cảm với Girondin, trong khi đang tắm thuốc cho tình trạng da suy nhược của mình. Corday bị xử tử bốn ngày sau đó vì vụ ám sát, vào ngày 17 tháng 7 năm 1793.
Trong cái chết, Marat trở thành một biểu tượng cho Jacobins như một vị tử đạo cách mạng. Ông được miêu tả trong bức tranh nổi tiếng của Jacques-Louis David, Cái chết của Marat.